# Bespoke
Thuật ngữ bespoke (/bəˈspoʊk/) là một dạng tính từ mô tả cho một loại hàng hóa thương mại được chế tác cho một khách hàng theo phù hợp với phong tục, thị hiếu của cá nhân sử dụng với số lượng đặc biệt hạn chế và bao hàm sự độc quyền.